# Bart Star
Bart Star, llamado Bart se convierte en estrella en Hispanoamérica y Bart Star en España, es un capítulo perteneciente a la novena temporada de la serie animada Los Simpson, estrenado originalmente el 9 de noviembre de 1997. El título del episodio es un juego de palabras con el deportista Bart Starr. Fue escrito por Donick Cary y dirigido por Dominic Polcino, y las estrellas invitadas fueron Joe Namath, Roy Firestone, y Mike Judge. En el episodio,  Homer se convierte en el entrenador de un equipo de niños, en donde favorece a Bart sobre los demás jugadores hasta que este renuncia, causando una pelea entre ambos. Desde que se estrenó el episodio, la bebida ficticia que pide Homer, "Skittlebrau", se ha convertido en un punto de interés de los consumidores de alcohol, con muchos intentos de hacer su propia versión. 

## Sinopsis
Todo comienza cuando la familia, al notar que Bart está un poco subido de peso, lo inscribe para jugar fútbol americano. Otros niños de Springfield comienzan a sumarse al equipo y Flanders es el entrenador.
Al equipo le va muy bien con Flanders como entrenador, pero Homer, siendo muy insoportable, provoca que Flanders renuncie y le dé el puesto a él. Homer es un desastre como entrenador, ya que toma decisiones equivocadas.
Nelson, con Flanders como entrenador, había sido un excelente quarterback. Pero Homer, tratando de darle confianza a Bart, quita a Nelson de su puesto y se lo da a su hijo. Esto hace que el rendimiento del equipo baje y que empiecen a perder partidos. Finalmente, los niños amenazan a Bart, diciéndole que si les volvía a arruinar un partido, acabarían con él.
Bart trata de practicar para mejorar en el patio de su casa, cuando aparece Joe Namath, un jugador profesional de fútbol americano. Según lo que dice Joe, su auto se había averiado frente a la casa de los Simpson. Bart aprovecha para pedirle consejos sobre cómo ser un buen quarterback, pero cuando Joe le está a punto de enseñar, lo llama su esposa diciendo que ya había arreglado el coche. Bart se queda con el balón en la mano, pensando que estaba perdido.
Más tarde, Bart habla con Lisa sobre que si jugaba, los chicos lo matarían, y si no jugaba, decepcionaría a Homer. Lisa le propone mentirle a su padre.
Bart llega al campo de juego enyesado y golpeado, y le dice a Homer que lo habían atropellado, y que por lo tanto no podría jugar. Homer le pregunta a Nelson como está su brazo, y al constatar que estaba bien, le pide al niño que le lleve una nota al árbitro que diga que abandonaran. Bart, hastiado, se arranca los vendajes y le dice a Homer que era mentira lo de su accidente, simplemente no quería jugar porque era un desastre. Luego, muy enojado, renuncia.
Homer empieza a ignorar a Bart, ofendido por la renuncia del niño. Mientras tanto, el equipo comienza a ganar de nuevo ya que Nelson era un excelente jugador.
Un tiempo corto después, Homer y Bart hacen las paces, y llega la final del campeonato. Antes de comenzar el partido, una patrulla llega al campo y el jefe Wiggum dice que tiene que llevarse a Nelson. Bart le dice a Homer que puede sustituir a Nelson, pero lo sustituye para ir con el policía.
El equipo de Homer gana el campeonato, y el episodio termina con el jefe Wiggum diciéndole a Bart que tenía cargos por robo e incendio, por lo cual estaría en prisión largo tiempo.
Otro de los gags de este episodio son la exclusiones. Desde que Homer se hace entrenador, no deja de excluir a niños del equipo. No contento con eso, en los créditos finales del episodio escuchamos a Homer excluyendo a todo aquel que ha participado en el episodio y sale su nombre en pantalla, principalmente a Matt Groening.
En Hispanoamérica Homero dice los nombres de diferentes actores de doblaje que participan en la serie:
Miranda, Rivera, Reséndez, Huerta, Vélez, Acevedo, MacKenzie, Arriaga, Chávez, Rojas, Borja, Petrel, Paco Rubiales, Tito, Sauret, Ornelas, Bardo, Delgado, Torres, Horsman, Díaz, Salvar, Avendaño.
El único que se queda es Joe Namath.

## Producción
El episodio fue escrito por Donick Cary, quien se inspiró para ya historia por una experiencia en la escuela secundaria, en donde su entrenador de fútbol americano tenía un hijo en el equipo. Además, el productor ejecutivo Mike Scully solía estar en un equipo de fútbol cuando era más joven, en donde el entrenador le daba un tratamiento especial a su hijo.
George Meyer se inspiró para la escena del principio del episodio en donde Rainier Wolfcastle se burla de a los niños tras una experiencia que tuvo con Arnold Schwarzenegger. Estaba detrás de Schwarzenegger escalando una montaña, cuando lo oyó burlándose de sus hijos. La influencia de Schwarzenegger fue vista en la misma escena, cuando fue elegido presidente del Consejo del Gobierno del Área de Deportes y Ejercicio, cargo que ocupó entre 1990 y 1993.
La escena final tomó mucho tiempo para ser hecha. El proceso fue considerado difícil por los escritores, ya que no podían pensar en una solución que arreglara las cosas entre Bart y Homer, y originalmente era diferente cuando fue presentado a los animadores.